# 호소다 기치조
호소다 기치조(일본어: 細田 吉蔵, 1912년 5월 2일~2007년 2월 11일)는 10선 중의원 의원을 지낸 일본의 정치인이다.
장남은 11선 중의원 의원과 의장을 지낸 호소다 히로유키다.

## 생애
1912년 5월 2일에 시마네현 마쓰에시에서 태어났다. 호소다의 숙부 로쿠스케는 자식이 없었기에 호소다는 태어나자마자 숙부의 양자로 가게 되었다. 아버지 기이치로는 기름 도매상 일을 했고 숙부 로쿠스케는 약방일을 했는데 호소다는 두 가게를 오가며 일을 도와주면서 소년 시절을 보냈다.
구제 마쓰에 고등학교(지금의 시마네 대학)를 거쳐 1936년에 도쿄 제국대학(지금의 도쿄 대학) 법학부를 졸업하고 운수성 관료가 되었다. 1952년에 철도감독국 국유철도부장, 1957년에 관광국장, 1958년에 대신관방장을 지낸 뒤에 1960년에 퇴직한 뒤 잠시 일본국유철도 고문을 지냈다. 그리고 11월 총선에 자유민주당 공천을 받고 출마해 당선됐다. 지역구는 시마네현 전현구였는데 훗날 거물 정치인으로 성장하는 다케시타 노보루, 사쿠라우치 요시오, 오하시 다케오 등과 표 싸움을 하면서도 10연속 당선을 이루어냈다.
처음에는 사토 에이사쿠의 주산회에 속했다가 사토가 총재에서 물러난 뒤 다나카 가쿠에이와 후쿠다 다케오가 후계 자리를 놓고 다투던 1972년 총재 선거에서 호리 시게루, 마쓰노 라이조 등과 함께 후쿠다를 지지하면서 다나카와 결별한 뒤 후쿠다의 청화회에 가입했다.
이후 청화회 간부로 활약하며 다나카 가쿠에이 내각에서 행정관리청 장관, 오히라 내각에서 방위청 장관, 나카소네 내각에서 자민당 총무회장과 운수상을 역임했다. 1990년에 장남 호소다 히로유키에게 기반을 물려준 뒤 정계를 은퇴했다. 1997년에 당우 조직인 자유국민회의 대표로 취임했다.
2007년 2월 11일 2시에 급성 심근 경색으로 사망했다. 향년 94세. 사후에 정3위에 추서됐다.

## 역대 선거 기록
|  | 15.7% |

|  | 14.9% |

|  | 17.2% |

|  | 14.5% |

|  | 14.5% |

|  | 12.4% |

|  | 12.2% |

|  | 22% |

|  | 13.6% |

|  | 15.1% |

| 전임 호리 시게루 | 제38대 행정관리청 장관 1974년 7월 16일~1974년 12월 9일 | 후임 마쓰자와 유조 |

| 전임 구보타 엔지 | 제38대 방위청 장관 1980년 2월 4일~1980년 7월 17일 | 후임 오무라 조지 |

| 전임 하세가와 다카시 | 제55대 운수대신 1983년 12월 27일~1984년 11월 1일 | 후임 야마시타 도쿠오 |